# L'Habilleur
Pour plus de détails, voir Fiche technique et Distribution.
L'Habilleur (The Dresser) est un film britannique de Peter Yates, sorti en 1983 et adapté de la pièce-homonyme de Ronald Harwood créée en 1980.

## Synopsis
Une troupe de théâtre shakespearien en tournée. Un homme de la coulisse – l'habilleur – est entièrement dévoué au chef de la compagnie qui, bien que brillant, n'en est pas moins tyrannique. L'habilleur tâche avec grand peine de supporter la vedette sur le déclin, alors que la compagnie elle-même se démène pour poursuivre la tournée en plein blitz de Londres.

## Fiche technique
- Titre original : The Dresser
- Titre français : L'Habilleur
- Réalisation : Peter Yates
- Scénario : Ronald Harwood d'après sa propre pièce
- Décors : Stephen Grimes et Colin Grimes
- Costumes : Rosemary Burrows et H. Nathan
- Image : Kelvin Pike
- Montage : Ray Lovejoy
- Musique : James Horner
- Production : Ronald Harwood, Peter Yates et Nigel Wooll
- Sociétés de production : Columbia Pictures, Goldcrest Films International et World Film Services
- Pays de production : Royaume-Uni
- Langue : anglais
- Format : Couleur (Rankcolor) - 35 mm - 1,85:1 -  Son mono
- Genre cinématographique : Comédie dramatique
- Durée : 118 minutes
- Dates de sortie : 
  - États-Unis  : 6 décembre 1983
  - Royaume-Uni : 20 mars 1984
  - France : 4 avril 1984

## Distribution
- Albert Finney (VF : Jacques Deschamps) : Sir, un acteur shakespearien au bout du rouleau
- Tom Courtenay : Norman, son habilleur et fidèle collaborateur qui le porte à bout de bras
- Edward Fox : Oxenby, un membre de la troupe hostile à Sir
- Zena Walker : Her Ladyship, l'épouse de Sir
- Eileen Atkins : Madge, la régisseuse du théâtre
- Michael Gough : Frank Carrington
- Cathryn Harrison : Irene, une jeune accessoiriste en admiration devant Sir
- Betty Marsden : Violet Manning
- Sheila Reid : Lydia Gibson
- Lockwood West : Geoffrey Thornton
- Donald Eccles : Mr. Gladstone
- Llewellyn Rees : Horace Brown, un acteur de la troupe
- Guy Manning : Benton
- Anne Mannion : Beryl
- Kevin Stoney : C.C. Rivers Lane
- Ann Way : Miss White

## Distinctions

### Récompenses
- Prix C.I.D.A.L.C. au Festival de Berlin 1984
- Ours d'argent du meilleur acteur au Festival de Berlin 1984 pour Albert Finney
- Golden Globes 1984 : Golden Globe du meilleur acteur dans un film dramatique pour Tom Courtenay (ex æquo) ;
- Mainichi Film Concours (Japon) : Prix du meilleur film étranger 1985 pour Peter Yates.

### Nominations
- Oscars 1984 : 
  - Meilleur acteur : Tom Courtenay, Albert Finney (2 nominations)
  - Meilleur réalisateur (Peter Yates)
  - Meilleur film
  - Meilleur scénario adapté (Ronald Harwood) ;
- BAFTA 1985 :
  - Meilleur acteur : Tom Courtenay, Albert Finney (2 nominations)
  - Meilleur réalisateur : Peter Yates
  - Meilleur film
  - Meilleur maquillage : Alan Boyle
  - Meilleur scénario adapté : Ronald Harwood
  - Meilleure actrice dans un second rôle : Eileen Atkins
- Golden Globes 1984 :
  - Meilleur réalisateur
  - Meilleur film étranger
  - Meilleur acteur dans un drame : Albert Finney
  - Meilleur scénario : Ronald Harwood